# Доброе Начало
Доброе Начало — залив Охотского моря на западном побережье острова Итуруп.
Относится к территории Курильского района Сахалинской области России. От  Одесского залива отделяется полуостровом Атсонупури, на котором расположен вулкан Атсонупури высотой 1205 м.

## География
С севера ограничен полуостровом Атсонопури, с юга полуостровом Челюсть.
Берега залива высокие, кроме низменной песчаной северной части восточного берега. Глубины при входе в залив доходят до 700 метров, к вершине залива сначала резко, затем плавно уменьшаются. Донный грунт — илистый песок, иногда галька, гравий и камень, местами покрытые водорослями.

## Климат
Акватория залива скована льдом с конца февраля и до середины марта.

## История
Залив для россиян впервые описан командой кораблей «Юнона» и «Авось» в 1807 году и назван в честь изгнания японцев с острова.